# Departamento de la Fuerza Aérea de los Estados Unidos
El Departamento de la Fuerza Aérea de los Estados Unidos (en inglés: United States Department of the Air Force, DAF) es uno de los tres departamentos militares dentro del Departamento de Defensa de los Estados Unidos. El Departamento de la Fuerza Aérea se formó el 18 de septiembre de 1947, según la Ley de Seguridad Nacional de 1947 (codificada en el Título 10 del Código de los Estados Unidos) y es el departamento militar dentro del cual se encuentran la Fuerza Aérea de los Estados Unidos y el Fuerza Espacial de los Estados Unidos. La fuerza está organizada.
El Departamento de la Fuerza Aérea está encabezado por el Secretario de la Fuerza Aérea (SAF/OS), un civil que tiene la autoridad para conducir todos sus asuntos, sujeto a la autoridad, dirección y control del Secretario de Defensa. El adjunto principal del Secretario de la Fuerza Aérea es el Subsecretario de la Fuerza Aérea (SAF/US). Sus asistentes de personal superior en la Oficina del Secretario de la Fuerza Aérea son cinco Subsecretarios de Adquisiciones, Gestión Financiera y Contraloría, Instalaciones, Medio Ambiente y Logística, Recursos Humanos y Asuntos de Reserva, Adquisición e Integración Espaciales y un Asesor General. Los oficiales militares de mayor rango del departamento y asesores militares superiores del secretario son el jefe de Estado Mayor de la Fuerza Aérea y el Jefe de Operaciones Espaciales.
Por orden del Secretario de Defensa, el Secretario de la Fuerza Aérea asigna unidades de la Fuerza Aérea y la Fuerza Espacial (aparte de aquellas unidades que realizan tareas enumeradas en 10 USC § 9013, a menos que se indique lo contrario) a los comandos combatientes. Sólo el Secretario de Defensa y el presidente tienen autoridad para aprobar una transferencia de fuerzas entre comandos combatientes.